# Neotoma mexicana
Neotoma mexicana је врста глодара из породице хрчкова (лат. Cricetidae). 

## Распрострањење
Врста има станиште у Гватемали, Мексику, Салвадору, Сједињеним Америчким Државама и Хондурасу.

## Станиште
Врста Neotoma mexicana има станиште на копну.

## Начин живота
Врста Neotoma mexicana прави гнезда. 

## Угроженост
Ова врста није угрожена, и наведена је као последња брига јер има широко распрострањење.

### Популациони тренд
Популација ове врсте је стабилна, судећи по доступним подацима.